# 心叶春雪芋
心叶春雪芋（学名：Homalomena rubescens）为天南星科扁葉芋屬下的一个种。